# Auriculariaceae
Auriculariaceae es una familia de hongos del orden Auriculariales. Las especies dentro de la familia se denominaban anteriormente "heterobasidiomicetos" u "hongos gelatinosos", ya que muchas tienen basidiocarpos gelatinosos (cuerpos fructíferos) que producen esporas en basidios septados. Se conocen alrededor de 100 especies en todo el mundo. Se cree que todos son saprotróficos, la mayoría crece sobre madera muerta. Los cuerpos fructíferos de varias especies de Auricularia se cultivan como alimento a escala comercial, especialmente en China.

## Descripción
La mayoría de las especies dentro de Auriculariaceae producen basidiocarpos gelatinosos en la madera muerta. En algunos, estos son conspicuos y pueden tener forma de oreja, de botón, lobulados o derramados. Sus himenóforos (superficies portadoras de esporas) pueden ser lisos, con verrugas, venosos o espinosos. Algunas especies, sin embargo, producen cuerpos fructíferos secos, coriáceos o en forma de telaraña que se asemejan a los de los hongos corticoides. Se cree que todas las especies dentro de Auriculariaceae son saprótrofas, la mayoría de ellos podridos de madera que se encuentran típicamente en madera muerta adherida o caída. Como grupo, su distribución es cosmopolita. Según una estimación de 2008, Auriculariaceae contiene 7 géneros y más de 100 especies.

## Taxonomía
La familia fue establecida en 1897 por el micólogo alemán Gustav Lindau para acomodar especies de hongos que tienen basidiocarpos "gimnocarposos" (con el himenio expuesto) y basidios "auriculoides" (basidios más o menos cilíndricos con tabiques laterales). Incluía no solo el género Auricularia, sino también Platygloea, Jola, Saccoblastia y Stypinella. En 1922, el micólogo británico Carleton Rea reconoció que la familia contenía los géneros Auricularia, Eocronartium, Helicobasidium, Platygloea y Stilbum. Tanto Lindau como Rea ubicaron a la familia dentro de Auriculariales, pero algunos autores posteriores la ubicaron dentro de Tremellales.
Se llevó a cabo una revisión radical en 1984, cuando el micólogo estadounidense Robert Joseph Bandoni utilizó microscopía electrónica de transmisión para investigar la ultraestructura del aparato del poro septal en Auriculariales. Esto reveló que las especies de hongos con basidios "auricularioides" no estaban necesariamente estrechamente relacionados y que Auricularia tenía más en común con Exidia y sus aliados (con basidios "tremelloides") que con otros hongos auricularioides. Por lo tanto, Bandoni limitó Auriculariaceae al género Auricularia.
La investigación molecular, basada en el análisis cladístico de la secuencia de ADN, ha confirmado que las Auriculariaceae pertenecen al orden Auriculariales, pero también ha indicado que la familia no se distingue de Exidiaceae. La circunscripción precisa de las familias dentro del orden aún no ha sido examinada, pero un clado que contiene las especies Auricularia y Exidia (más sus aliados) equivale a Auriculariaceae.

### Géneros
- Auricularia
- Exidia
- Exidiopsis
- Eichleriella
- Fibulosebacea
- Heterochaete
- Pseudostypella